# Halenbeck-Rohlsdorf
Halenbeck-Rohlsdorf är en kommun i Landkreis Prignitz i delstaten Brandenburg, Tyskland.
Kommunen bildades 31 december 2001 genom en sammanslagning av de tidigare kommunerna Halenbeck och Rohlsdorf.
Kommunen ingår i kommunalförbundet Amt Meyenburg tillsammans med kommunerna Gerdshagen, Kümmernitztal, Marienfliess, och Meyenburg.